# Контур нафтоносності
Ко́нтур нафтоно́сності вну́трішній (контур водоносності, рос. внутренний контур нефтеносности; англ. oil drainage boundary (line), oil pool outline, oil-water contact; нім. innerer Erdöl-Randwasser-Kontakt m) — при нафтовидобуванні — горизонтальна проєкція лінії перетину водонафтового контакту з підошвою продуктивного пласта.
Син.: контур водоносності.